# Stratiomys adelpha
Stratiomys adelpha är en tvåvingeart som beskrevs av Steyskal 1952. Stratiomys adelpha ingår i släktet Stratiomys och familjen vapenflugor. Inga underarter finns listade i Catalogue of Life.